# کوکاشیتسه
کوکاشیتسه (به چکی: Kokašice) یک منطقهٔ مسکونی در جمهوری چک است که در ناحیه تاخوو واقع شده‌است. کوکاشیتسه ۱۳٫۴۵ کیلومتر مربع مساحت و ۲۵۶ نفر جمعیت دارد و ۵۲۶ متر بالاتر از سطح دریا واقع شده‌است.